# Kamélie japonská
Kamélie japonská (Camellia japonica) je rostlina z čeledi čajovníkovité (Theaceae). Je to stálezelený strom, pocházející původně ze subtropických částí Japonska a Korejského poloostrova. Některé divoce rostoucí druhy kamélií tam dorůstají ve vyšších polohách až 15 metrů výšky. Do rodu Camellia patří například i čajovník čínský. Někdy se jí také přezdívá „zimní růže“.
Existuje několik typů květů: jednoduché, poloplné, zcela plné, anemonkovité, pivoňkovité a růžokvěté. Barva květů od bílé a krémové, po všechny odstíny červené a fialové. Byl také objeven druh se žlutým květem.
Kamélie japonská je oficiální květinou čínského města Čchung-čching.
V polovině 19. století byl její název do češtiny překládán jako velbluděnka žapanská.